# Wołodymyr Szaszkewycz

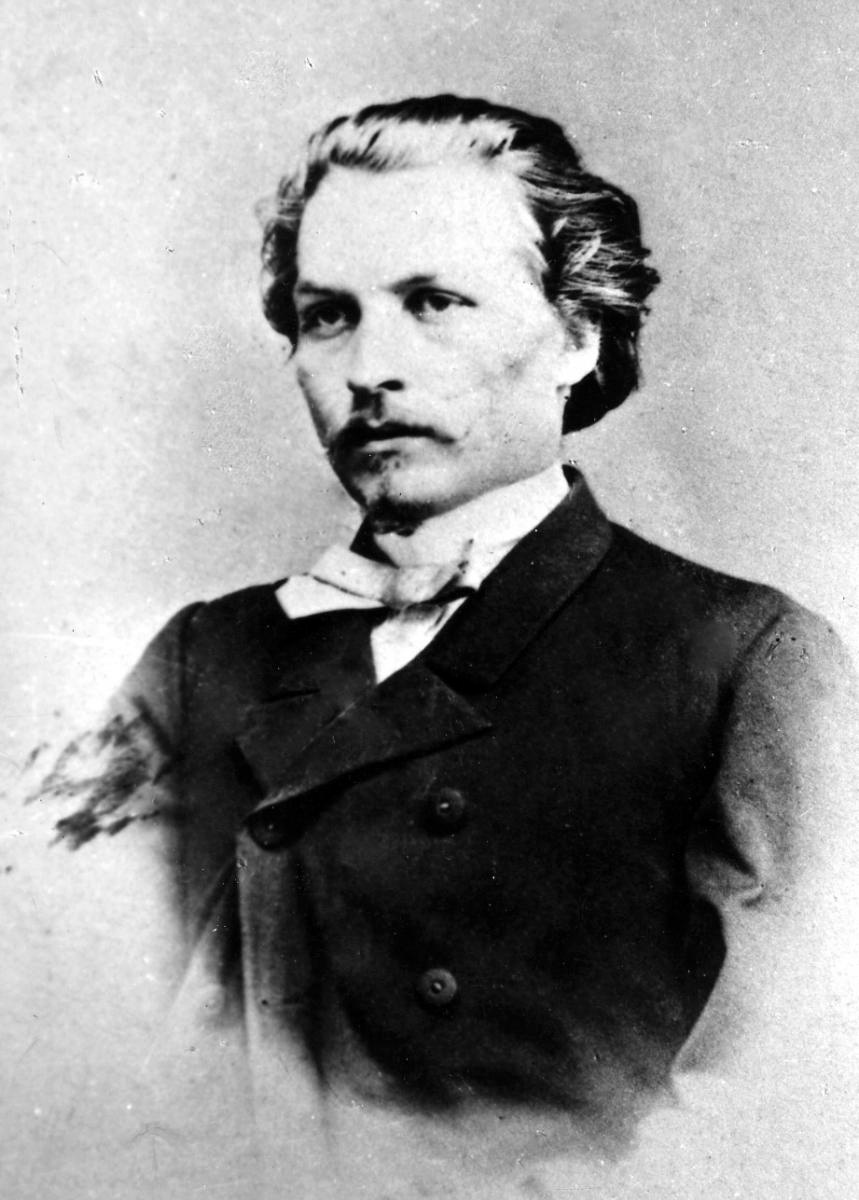
Wołodymyr Szaszkewycz

Wołodymyr Szaszkewycz (ukr. Володимир Шашкевич, ur. 7 kwietnia 1839 w Niestanicach  – zm. 16 lutego 1885 we Lwowie) – ukraiński poeta, tłumacz i działacz oświatowy, syn Markijana Szaszkewycza.
Ukończył studia na Uniwersytecie Lwowskim i Uniwersytecie Wiedeńskim, pracował jako urzędnik państwowy i samorządowy. Pierwsze wiersze wydał w 1860. Publikował swoje wiersze w Zorii Hałyckoj, był redaktorem tygodników "Weczernyci" (1862-1863) i "Rusałka" (1866). Opublikował zbiór poezji Zilnyk (1863), dramat Syła lubowi (1864), oraz tłumaczenia poezji Heinricha Heinego. Napisał również kilka czytanek dla dzieci.
Przez pewien czas mieszkał w Mostach Wielkich.